# Meteoritul Cape York

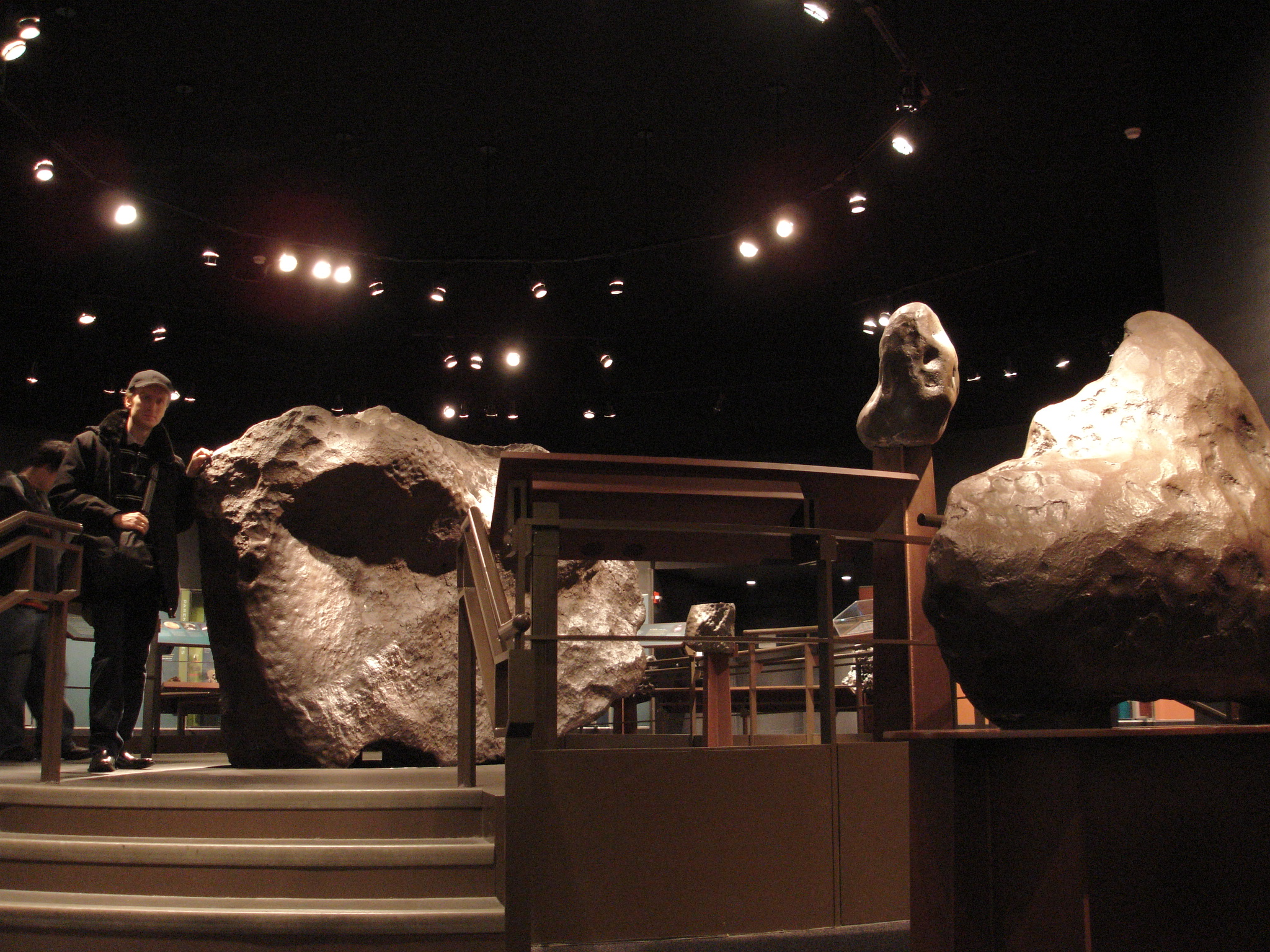
Acest fragment este numit Ahnighito. Are o greutate de 31 t şi se află la Muzeul American de Istorie Naturală (American Museum of Natural History).

Meteoritul Cape York este numit Cape York după locul descoperirii sale în Groenlanda, și este cel mai mare meteorit expus din lume.

## Istorie

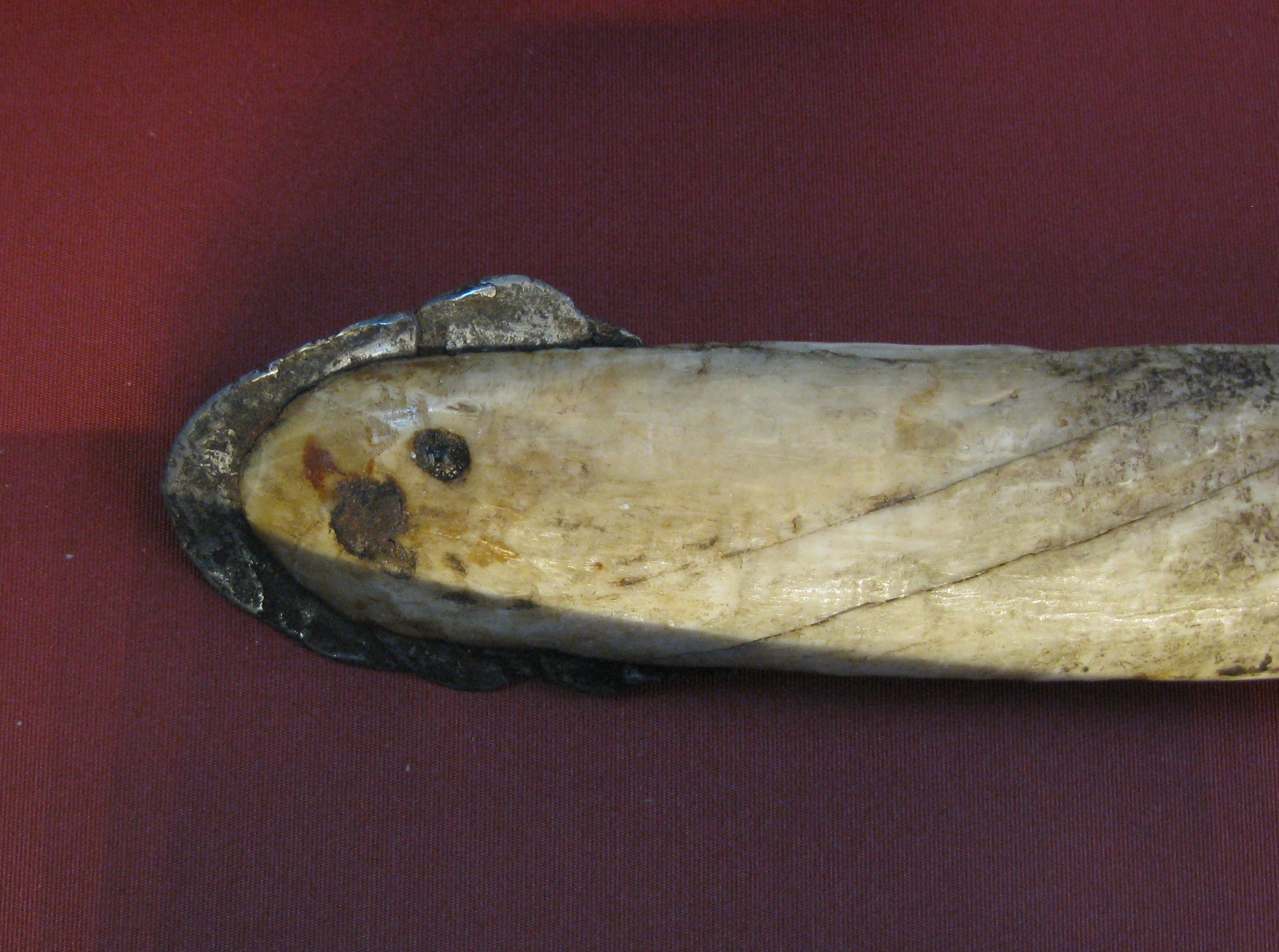
O lance făcută cu un cap de fier din meteoritul Cape York

Meteoritul s-a ciocnit cu Pământul acum aproape 10.000 de ani în urmă. Masele de fier au fost cunoscute inuiților ca: Ahnighito (cortul), cântărind 31 de tone; Woman (femeia), cu o greutate de 3 tone; și Dog (câinele), cu o greutate de 400 kg. Timp de secole, inuiții care trăiesc în apropierea meteoriților le-au folosit ca sursă de metal pentru unelte și harpoane.
Primele povestiri ale existenței sale au ajuns la cercurile științifice în 1818. Cinci expediții între 1818 si 1883 nu au reușit să găsească sursa de fier. Aceasta a fost localizată în 1894 de către Robert E. Peary, celebrul explorator al "American Navy Arctic", care a avut ajutorul unui ghid local - cel care l-a adus la Saviksoah Island, chiar lângă nordul Cape York, în 1894.
Lui Peary i-a luat trei ani pentru a organiza și efectua încărcarea meteoriților de fier pe nave. A fost necesară construirea singurei căi ferate (mică și scurtă) din Groenlanda.

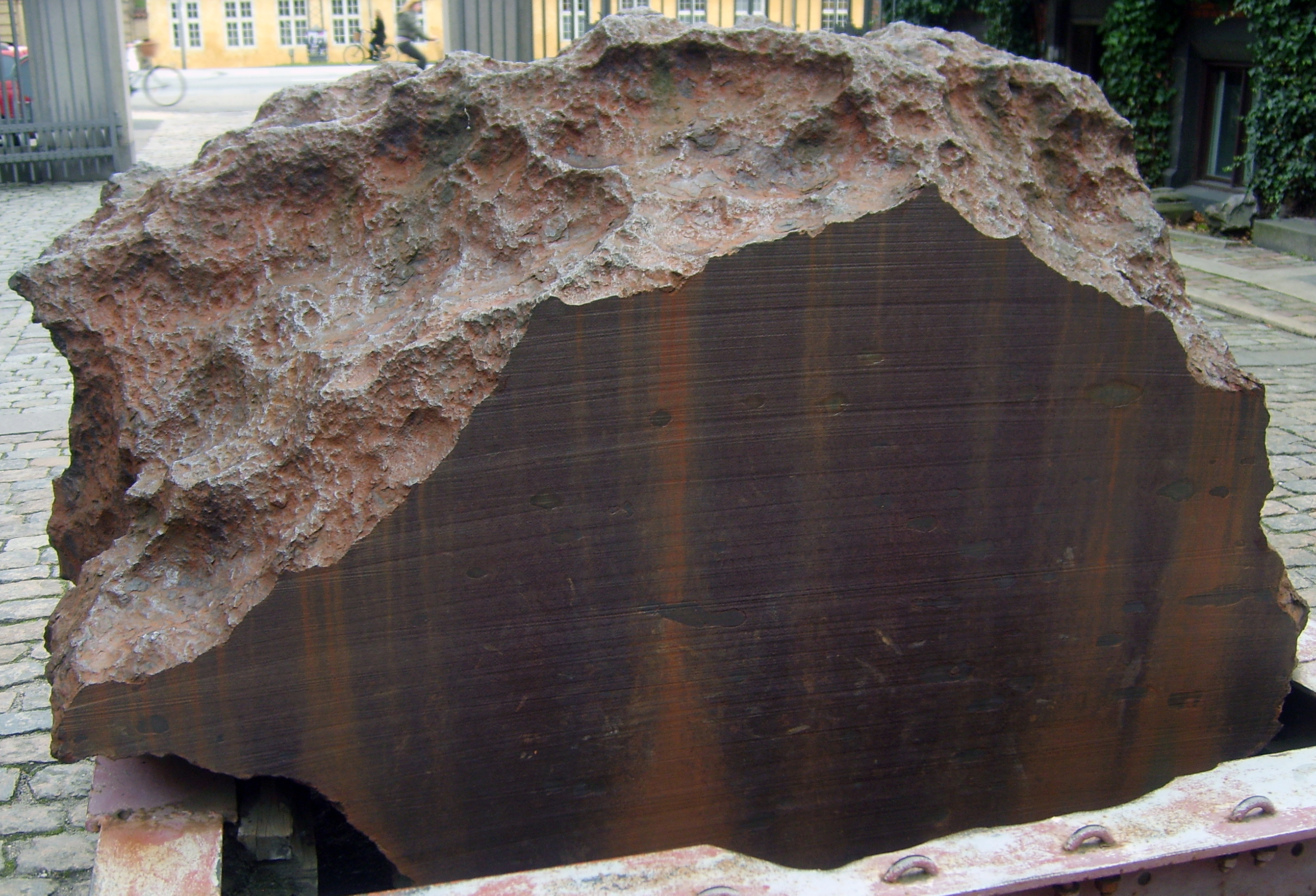
Agpalilik aflat afară la Muzeul Geologic din Copenhaga

Peary a vândut piesele pentru 40.000 dolari la Muzeul American de Istorie Naturală din New York, unde acestea sunt încă expuse. Ahnighito care are 3.4 x 2.1 x 1.7 metri  este expus în "Ross Arthur Hall". Este cel mai greu meteorit care a fost mutat vreodată de omenire, este atât de greu că a fost necesar construirea unui stand special, astfel încât s-a ajuns să se sprijine direct pe roca de sub muzeu.
În 1963, o piesă importantă din meteoritul Cape York (a patra), a fost descoperită de Vagn F. Buchwald lângă Agpalilik. Meteoritul Agpalilik, de asemenea, cunoscut ca Man (omul), cântărește aproximativ 20 de tone, și este în prezent expus în Muzeul de Geologie de la Universitatea din Copenhaga, Danemarca. Alte piese mai mici au fost descoperite de asemenea, cum ar fi meteoritul Savik I care are 3 tone și a fost găsit în 1911 și fragmentul găsit în 1984 Tunorput care are 250 kg.

## Specimene

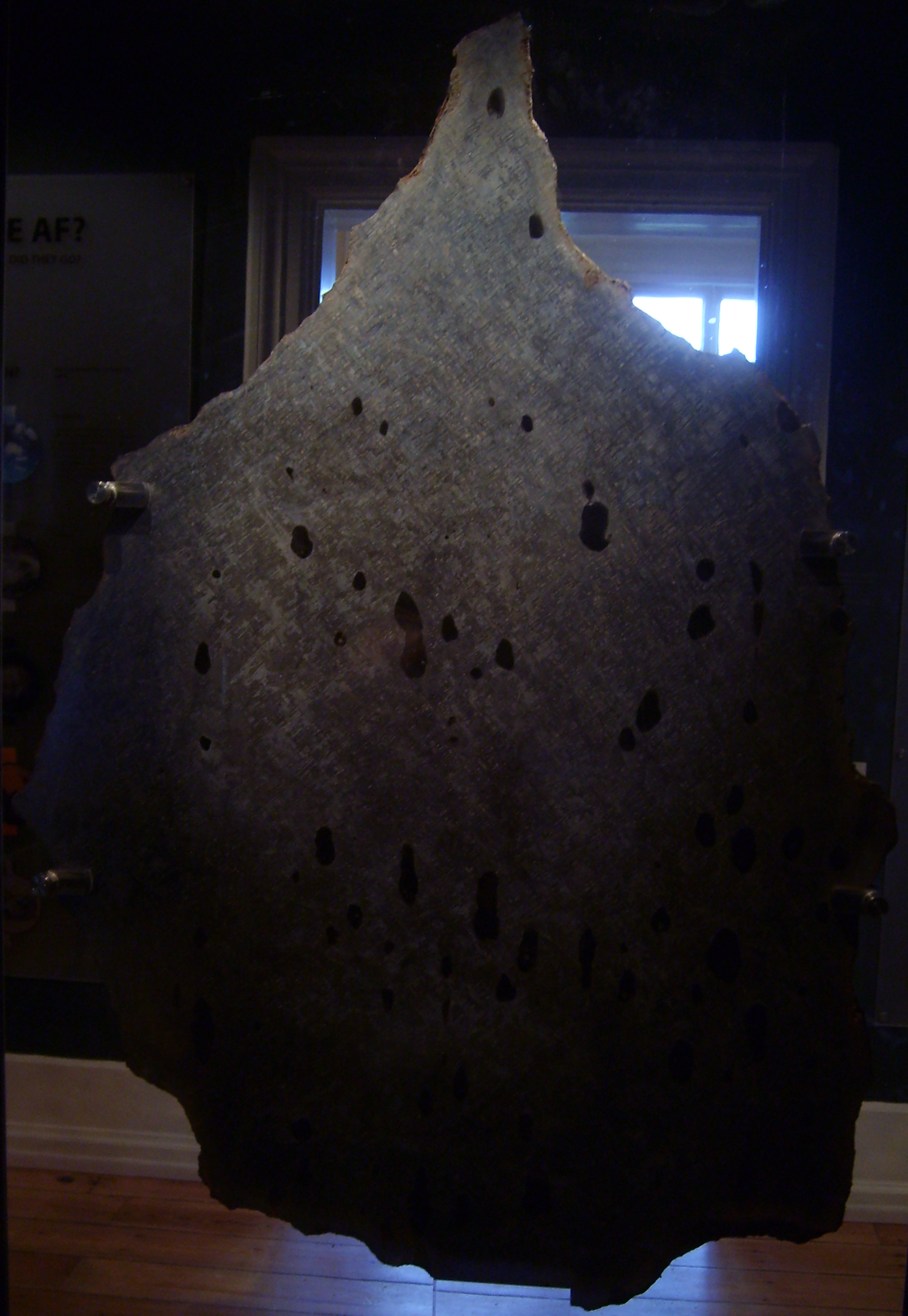
Bucată din Agpalilik în Muzeul Geologic din Copenhaga

Fiecare dintre cele mai importante fragmente din meteoritul Cape York, are propriul nume:
1. Ahnighito (Cortul), 30.900 kg,[5] 1884-1897, Meteorite Island, 76°04'N - 64°58'W
2. Woman, 3.000 kg,[5] 1897, Saveruluk, 76°09'N - 64°56'W
3. Dog, 400 kg, 1897, Saveruluk, 76°09'N - 64°56'W
4. Savik I, 3.400 kg,[5] 1913, Savequarfik, 76°08'N - 64°36'W
5. Thule, 48,6 kg, summer 1955, Thule, 76°32'N - 67°33'W[6]
6. Savik II, 7,8 kg, 1961, Savequarfik, 76°08'N - 64°36'W
7. Agpalilik (the Man), 20.000 kg, 1963, Agpalilik, 76°09'N - 65°10'W[5]
8. Tunorput, 250 kg, 1984

## Compoziție și clasificare
Este un meteorit din fier (octahedrit mediu) și aparține grupului chimic IIIAB. Sunt abundenți nodulii troiliți alungiți, nu există grafit și a fost observat un dezechilibru izotopic de azot.